# نادي لاو تويوتا
نادي لاو تويوتا هو نادي كرة قدم من لاوس تأسس في عام 2013. يلعب مبارياته البيتية على ملعب لاوس الوطني الجديد في العاصمة فيينتيان. فاز بالدوري اللاوسي الممتاز مرتين عامي 2015 و2017.

## وصلات خارجية
- Official Facebook page
- Lao football